# Kasteel van Chanteloup
Het Kasteel van Chanteloup (Frans: Château de Chanteloup) was een kasteel in de Franse gemeente Amboise in het departement Indre-et-Loire.
Het Kasteel van Chanteloup werd gebouwd in de 18e eeuw in opdracht van Marie Anne de La Trémoille (1642-1722) op de hoogten van Amboise. Het kasteel werd uitgebreid en verfraaid in opdracht van Etienne François de Choiseul, minister van Lodewijk XV. Hij liet in 1775 ook de tuinen aanleggen door Louis Denis Le Camus.
In 1823 werd het kasteel gesloopt. De enige overblijfselen zijn het park van 14 ha en de pagode. In 1996 werd het domein als historisch monument geklasseerd.

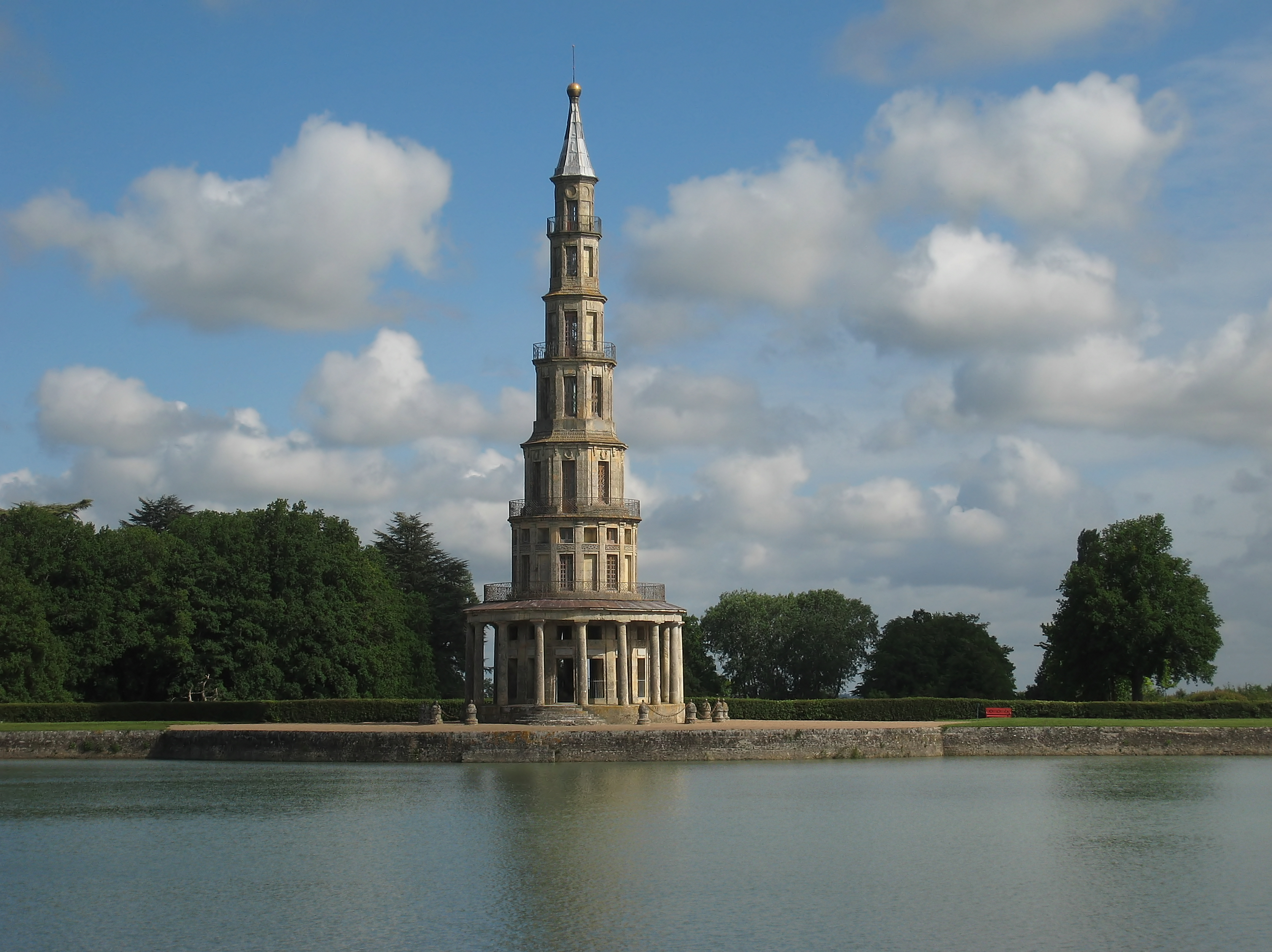
Pagode